# Giorgia Whigham
Giorgia Whigham (New York, 19 agosto 1997) è un'attrice statunitense.

## Biografia
Nata a New York, negli Stati Uniti, è figlia dell'attore Shea Whigham. Nel 2016 ha avuto il suo primo ruolo all'interno dell'ambito cinematografico recitando a fianco di Ellery Sprayberry nel cortometraggio Pinky. Dopodiché è riuscita a ottenere sempre più ruoli ricorrenti in diverse serie televisive di grande successo, come Shameless, Son of Zorn, Tredici and The Orville.
Il 13 settembre 2017 fu annunciata la sua presenza nella terza stagione della serie televisiva Scream: La serie, prodotta da VH1, nel ruolo di Beth. La stagione è stata mandata in onda due anni dopo, l'8 luglio 2019.
Il 26 febbraio 2018 viene ingaggiata per la seconda stagione della serie Netflix The Punisher.
Nel 2019 ha recitato in Saving Zoë, adattamento cinematografico dell'omonimo best seller di Alyson Noël, insieme a Laura Marano e Vanessa Marano.

## Filmografia

### Attrice

#### Cinema
- Sierra Burgess è una sfigata (Sierra Burgess Is a Loser), regia di Ian Samuels (2018)
- Saving Zoë - Alla ricerca della verità (Saving Zoë), regia di Jeffrey G. Hunt (2019)
- What We Found, regia di Ben Hickernell (2020)
- Dashcam, regia di Christian Nilsson (2022)

#### Televisione
- Shameless - serie TV, episodio 6x07 (2016)
- Son of Zorn - serie TV, 3 episodi (2016-2017)
- The Legend of Master Legend, regia di James Ponsoldt - film TV (2017)
- Tredici (13 Reasons Why) - serie TV, 2 episodi (2017)
- Chance - serie TV, 3 episodi (2017)
- The Orville - serie TV, 2 episodi (2017-2022)
- Animal Kingdom - serie TV, episodio 3x03 (2018)
- Dirty John - serie TV, episodio 1x05 (2018)
- The Punisher - serie TV, 11 episodi (2019)
- Scream: La serie (Scream: The series) - serie TV, 6 episodi (2019)
- Into the Dark - serie TV, episodio 2x06 (2020)
- Legacies - serie TV, 4 episodi (2020-2021)
- Ted – miniserie TV (2024)

#### Cortometraggi
- Pinky, regia di Roja Gashtili e Julia Lerman (2016)
- N.I., regia di Sallyanne Massimini (2019)

## Doppiatrici italiane
Nelle versioni in italiano dei suoi film e delle sue serie TV, Giorgia Whigham è stata doppiata da:
- Annalisa Usai[9] in Sierra Burgess è una sfigata (Sierra Burgess Is a Loser)[10]
- Stefania Rusconi[11] in Tredici (13 Reasons Why)[12]